# 第四艦隊 (日本海軍)
第四艦隊（だいよんかんたい）は、旧日本海軍の艦隊の一つ。明治から昭和前期にかけて三度編制されている。初代は日露戦争末期に陸軍の樺太上陸支援に向けて編制され、二代目は支那事変時に華北沿岸の陸軍支援の為に編制され、三代目は太平洋戦争時に南洋諸島防衛を目的に編制された。また、1933年の海軍大演習時に仮想敵艦隊として臨時編制されたものも書類上第四艦隊とされており、本稿ではこれについても述べる。

## 第四艦隊（初代）
1905年6月14日、樺太作戦のために編成された。老朽艦に小破の状態で鹵獲したバルチック艦隊の艦艇を加え、陸軍支援のために樺太へ向かった。戦争はその後終結し、凱旋観艦式での披露を終えて12月20日に解散した。

### 新編時編制
- 第7戦隊：厳島・鎮遠・壱岐・沖島・見島
- 第8戦隊：橋立・松島
- 第9戦隊：鳥海・摩耶・赤城・宇治
- 第1艇隊：第六七号・第六八号・第六九号・第七〇号
- 第10艇隊：第三九号・第四〇号・第四一号・第四三号
- 第11艇隊：第七三号・第七二号・第七四号・第七五号
- 第15艇隊：雲雀・鷺・鷂・鶉
- 第20艇隊：第六五号・第六二号・第六四号・第六三号
- 附属：満州・台南丸

### 司令長官
1. 出羽重遠中将

### 参謀長
1. 山屋他人少将

## 第四艦隊（臨時編成）
1933年（昭和8年）以来、海軍大演習のたびに仮想敵（赤軍）として臨時編制され、演習終了と共に解散した。
1935年（昭和10年）7月20日、昭和10年度海軍大演習のために編成された。9月21日からは青軍連合艦隊（第一艦隊、第二艦隊）に対抗する仮想敵艦隊（赤軍）として再編成。
9月26日、台風の影響で第四艦隊は甚大な被害を被る（第四艦隊事件）。転覆・沈没艦は無かったが、潜水艦を除く殆どの艦艇が損傷。特に吹雪型駆逐艦2隻（初雪、夕霧）は艦首切断、同型「白雪」も船体損傷等の重大な損害を受けた。
その後、損傷が激しい艦を除いて対抗演習を行い、10月7日、大演習終了に伴い解散。

### 編制

#### 第一期編成
- 独立旗艦：足柄
- 第5戦隊：妙高・那智・羽黒
- 第9戦隊：天龍・北上・大井・木曾
- 第3水雷戦隊：鬼怒
  - 第4駆逐隊：秋風・帆風・羽風
  - 第23駆逐隊：菊月・三日月・望月・夕月
  - 第30駆逐隊：睦月・如月・弥生・卯月
- 第4水雷戦隊：那珂
  - 第7駆逐隊：曙・朧・潮
  - 第8駆逐隊：夕霧・天霧
  - 第11駆逐隊：白雪・初雪
  - 第12駆逐隊：叢雲・薄雲・白雲
- 第3潜水戦隊：迅鯨
  - 第19潜水隊：伊56・伊57・伊58
  - 第27潜水隊：呂65・呂66・呂67
  - 第30潜水隊：伊65・伊66・伊67
- 付属：神威・能登呂・鳴戸・間宮・第一航空隊
  - 第26駆逐隊：栗・楡・栂・柿

#### 第二期編成（赤軍）
- 第2戦隊：足柄・川内・大鯨
- 第5戦隊：（第一期編成と同じ）
- 第7戦隊：最上・三隈
- 第9戦隊：（第一期編成と同じ）
- 第3水雷戦隊：（第一期編成と同じ）
- 第4水雷戦隊：（第一期編成と同じ）
- 第3潜水戦隊：（第一期編成と同じ）
- 第一航空戦隊（第一艦隊から貸与）：鳳翔・龍驤
  - 第5駆逐隊：朝風・春風・松風・旗風
- 付属：神威・鶴見・厳島

## 第四艦隊（二代目）

### 編制経緯
支那事変勃発と共に国際情勢は緊迫した。支那方面の増強を企図して、日本海軍は臨時部隊だった第四艦隊を常設艦隊とする。
2代目の第四艦隊は、1937年（昭和12年）10月20日に編制された。司令長官は豊田副武中将であった。2代目第四艦隊は上海に常駐する第三艦隊（司令長官長谷川清中将、旗艦「出雲」）を支援するために編制され、この第三・第四艦隊を統率するべく、連合艦隊に匹敵する大艦隊として支那方面艦隊（略字CSF）が編制された。第三艦隊司令長官が支那方面艦隊司令長官を兼務した。
第四艦隊（旗艦「足柄」）は青島に駐留する欧米の艦艇を牽制するとともに、黄海・東シナ海の哨戒や監視任務、日本陸軍輸送船団の護衛を担当した。11月上旬、日本陸軍（柳川兵団、柳川平助陸軍中将）と共に杭州湾上陸作戦を実施した。続いて北支方面の封鎖任務を第二艦隊（司令長官吉田善吾中将）より引き継いだ。
1938年（昭和13年）1月7日、無政府状態に陥っていた青島市の治安維持を目的として、青島占領作戦を開始する。同作戦は「B作戦」と命名され、第四水雷戦隊や第四航空戦隊（龍驤、能登呂、衣笠丸、弥生、如月）を主戦力とする「B部隊」（指揮官豊田副武第四艦隊司令長官）が編成された。1月8日にB部隊は出撃し、10日に青島を占領した。
だが遅れて青島市に日本陸軍第2軍（軍司令官西尾寿造陸軍大将、参謀長鈴木率道陸軍少将）隷下の第五師団（司令官板垣征四郎陸軍中将）が到着すると、問題が生じた。海軍と陸軍間では、一時険悪な空気が流れたという。
同年2月1日、支那方面艦隊隷下に第五艦隊が新編され、B作戦部隊は編制を解かれ、第四艦隊は北支部隊となった。
同月初旬からは芝罘占領のため、豊田長官の下令によりC部隊（指揮官鋤柄玉造第三潜水戦隊司令官、旗艦「球磨」）が編成された。芝罘占領や周辺の匪賊鎮圧をおこない、2月19日にC部隊の名称は廃止された。3月上旬には威海衛の治安維持を目的にE部隊が編成された。

### 第三遣支艦隊改変後
1939年（昭和14年）11月15日、第四艦隊は第三遣支艦隊に改称する。第三遣支艦隊（司令長官：野村直邦中将）は第十二戦隊と青島方面特別根拠地隊により編成された。
さらに第三艦隊が第一遣支艦隊（司令長官：谷本馬太郎中将、第十一戦隊・漢口方面特別根拠地隊・九江基地隊）に改称、第五艦隊が第二遣支艦隊（司令長官：高須四郎中将、第十五戦隊〈重巡洋艦鳥海〉・第5駆逐隊〈春風、旗風〉・第21駆逐隊〈子日、初霜、若葉〉・海南島根拠地隊・第三聯合航空隊・広東方面特別根拠地隊・厦門方面特別根拠地隊）に改称された。
支那方面艦隊（司令長官：及川古志郎大将）の附属は、第十三戦隊・上海方面特別根拠地隊・第二聯合航空隊・上海海軍特別陸戦隊・舟山志摩基地隊・南京基地隊であった。
第三遣支艦隊編制から1年後には、早くも第五艦隊に一部の部隊を委譲しており、太平洋戦争に備えた出師準備のため、多数の部隊を供出している。1942年（昭和17年）4月10日、第三遣支艦隊は解隊された。縮小再編されて青島方面特別根拠地隊となり、終戦まで青島を拠点に陸戦を展開した。

### 編制（新編時）
- 独立旗艦：足柄
- 第9戦隊：妙高・多摩（第五艦隊新編時に委譲）
- 第14戦隊：天龍・龍田（第五艦隊新編時に委譲、第10戦隊に改称）
- 第4水雷戦隊：木曾
  - 第6駆逐隊：響・雷・電
  - 第10駆逐隊：狭霧・漣・暁
  - 第11駆逐隊：吹雪・白雪・初雪
- 第5水雷戦隊：夕張
  - 第13駆逐隊：若竹・呉竹・早苗
  - 第16駆逐隊：朝顔・夕顔・芙蓉・刈萱

### 歴代司令長官（第三遣支艦隊改名まで）
1. 豊田副武中将：1937年10月20日 -
2. 日比野正治中将：1938年11月15日 -（改名と同時に転出）

### 歴代参謀長（第三遣支艦隊改名まで）
1. 小林仁少将：1937年10月20日 -
2. 岡新少将：1938年9月1日 -（改名と同時に転出）

## 第四艦隊（三代目）

### 太平洋戦争以前
1937年（昭和12年）10月20日に新編された支那方面艦隊は、日中戦争の激化にともない増強されていった（前述）。1938年（昭和13年）2月1日以降は麾下に第三艦隊・第四艦隊（2代目）・第五艦隊を擁し、連合艦隊に匹敵する外戦部隊となった。しかし支那事変（日中戦争）以外の第三国（アメリカ・イギリス・ソ連・他連合国）と開戦になった場合、支那方面艦隊に戦力が集中しているため不利であった。
1939年（昭和14年）4月頃、軍令部は第四艦隊と第五艦隊を支那方面艦隊から独立させることを研究し、その趣旨について「（前略）之ヲ要スルニ聯合艦隊ノ編制ヲ強化スルト共ニ　第三、第四、第五艦隊ヲ支那方面艦隊ヨリ除キ　戦時主任務ノ演練ニ専念セシムルノ要アリ（中略）第四、第五艦隊ハ其ノ任務ニ対スル演練並ニ行動海域ノ関係上　聯合艦隊ニ編入スルコトナク各独立艦隊トシ　所要ニ応ジ聯合艦隊ト聯合シテ諸訓練ヲ実施スル如クスルヲ適当ト認ム　又事変中ハ所要ノ場合支那方面艦隊ノ作戦警備ニ協力セシムルコトヲ考慮シ置クヲ要ス（支那方面艦隊略）」と説明している。
1939年（昭和14年）11月15日、前第四艦隊が第三遣支艦隊に改名すると同時に、日本海軍は南洋諸島の基地建設地調査と防衛を主任務とする第四艦隊を編制した（司令長官：片桐英吉中将）。名称こそ受け継いだものの、実際は新部隊である。
新編当初の第四艦隊は大本営直轄の独立艦隊であり、また連合艦隊にならぶ外戦部隊であった。第四艦隊の行動区域は南緯二五以北、東経九五度以東、東経一七五以西の外南洋各諸島と定められており、それにはオランダ領東インド（蘭印全域）も含まれてた。当時の日本海軍は蘭印に対する作戦を考慮していなかったが、万一の場合に派遣されるのは第四艦隊であった。
だが編制直後の戦力は水上機母艦2隻（千歳、神威）と睦月型駆逐艦2隻（睦月、望月）のみ。わずか4隻の独立艦隊であった。
1940年（昭和15年）2月5日、大本営は横浜海軍航空隊を第四艦隊附属とした。
5月1日より、機雷戦や潜水艦戦を前提とした第十八戦隊（多摩〈機雷敷設可能〉、常磐〈機雷敷設艦に改造済〉）と第五潜水戦隊（〈軽巡洋艦由良・機雷敷設可能潜水艦4隻含む〉）、航空戦力として水上機母艦能登呂を編入する。
この時点でも第四艦隊の戦力は弱小で、戦争に耐えられる兵力ではなかった。
第四艦隊戦力増強直後の5月10日、ヨーロッパでドイツ軍が西方進撃を開始、5月13日にオランダ政府はイギリスに脱出、5月15日にはオランダ本国がドイツに降伏する。日本政府、連合国（アメリカ・イギリス・フランス・オランダ）やドイツも、当面の東南アジアの蘭印現状維持に同意する。政治情勢急転下の5月11日、軍令部は近藤信竹次長名で「（第四艦隊は）パラオ方面進出予定、出動準備完成セヨ」を打電した。当時の南洋作戦主要拠点はパラオ諸島であり、大本営直轄の第四艦隊派遣は「ドイツ艦の行動に備える」「威力顕示」等の意図があった。
5月15日より、第四艦隊（司令長官：片桐英吉中将）各艦は「遠洋航海」の名目で日本各地を出動する（多摩〈5月15日、横須賀〉、千歳・由良〈5月17日、佐世保〉、神威〈5月27日、横須賀〉、常磐〈5月29日、佐世保〉、横浜航空隊〈司令有馬正文大佐。5月20日、内南洋方面行動〉）。各隊・各艦はパラオ方面に出動した。この時点では武力衝突に発展せず、第四艦隊各艦は9月になって内地に帰投した。なおウィンストン・チャーチル英国首相は著書『第二次世界大戦回顧録』で「フランスが崩壊したときに、どうして日本が蘭印占領に打って出なかったのか、われわれは不思議に思った」などと回想している。
同時期、第二次世界大戦におけるドイツ勝利が現実味を帯びはじめる。アドルフ・ヒトラー総統は旧ドイツ領や植民地の回復を宣言しており、仮に早期講和が実現した場合、日本が第一次世界大戦勝利で確保した南洋委任統治領がドイツに戻る可能性が高まった。日本海軍は南洋諸島問題に引きずられる形で、仏印問題と蘭印攻略の検討に傾斜してゆく。同時に東南アジア進出にともなう英米との関係決裂に備え、南洋群島を担当する第四艦隊の役割も重くなっていった。
同年8月、日本海軍首脳部は応急戦備の実施（出師準備の一部実行）を決定する。この中で練習艦隊の中止と旗艦転用が検討され、竣工したばかりの香取型練習巡洋艦の香取を第六艦隊旗艦に、同型鹿島を第四艦隊旗艦に転用することが内定した。居住性に優れる両艦は、有事の際には艦隊旗艦にする予定で建造されたという。
同年11月15日、日本海軍は中部太平洋方面の戦力を再編する。第四艦隊に水上機保有の根拠地隊と第六水雷戦隊（軽巡洋艦夕張、神風型駆逐艦4隻、睦月型駆逐艦4隻）を編入したほか、司令部を大幅に増員する。上述の予定どおり、鹿島を第十八戦隊に加えた。戦力を増した第四艦隊（旗艦、鹿島）は、連合艦隊に編入された。
1941年（昭和16年）8月11日、日本海軍は聯合艦隊編成以来の伝統を破り、連合艦隊司令部と第一艦隊司令部を分離した。
山本五十六大将（当時、連合艦隊司令長官）は以前から『米内光政連合艦隊長官、山本五十六第一艦隊長官』の構想を周囲（及川古志郎海軍大臣・小沢治三郎第三戦隊司令官など）に語っていたが、実現しなかった。
山本大将は連合艦隊長官留任、第一艦隊司令長官は近藤信竹軍令部次長の予定を取りやめて高須四郎中将（当時、第四艦隊司令長官）が任命された。
空席となった第四艦隊司令長官には、井上成美中将（当時、海軍航空本部部長）が任命された。井上中将は、かねてより戦艦不要論と、海上航空基地兵力の重要性を主張していた将官である。また及川古志郎海軍大臣が「（第四艦隊人事を好機として）中央にうるさい井上を南方に追い払った」という側面もある。
また第一段作戦において、第四艦隊はウェーク島攻略を命じられた。

### 太平洋戦争開戦後
1941年（昭和16年）12月1日、日本海軍は第十八戦隊司令部（第十八戦隊司令官は丸茂邦則少将）を新設し、第四艦隊司令部（旗艦：鹿島）は独立した。カロリン諸島・パラオ諸島・マーシャル諸島の防衛のために陸戦用の防備隊を置いた。軍隊区分上の扱いは、南洋防衛を担当する南洋部隊と定められている（指揮官は第四艦隊司令長官）。
太平洋戦争開戦後は軍隊区分上で内南洋の外まで担当することになったが、広大な海域を担当するには兵力不足だった。井上長官以下第四艦隊司令部は兵力増強を要請したが、海軍の全般作戦上実現しなかった。水上艦基地としてトラック環礁、潜水艦基地としてクェゼリン環礁を活用するとともに、南部フィリピン・グァム島・ウェーク島・ギルバート諸島・東ニューギニア・ビスマーク諸島・ソロモン諸島への攻略拠点部隊として機能した。
ミッドウェー海戦後の1942年（昭和17年）7月14日、日本海軍は第八艦隊（司令長官三川軍一中将、参謀長大西新蔵少将、参謀神重徳大佐ほか）を新編する。南東方面戦域の拡大にともない、一コ艦隊で内南洋と外南洋を担当するのは負担が重すぎた事、南東方面の日本陸軍第17軍との兼ね合いなどが、第八艦隊新編の主な理由である。
これに伴い、外南洋の担当は第八艦隊に委譲（三川中将は外南洋部隊指揮官となる）。第四艦隊（南洋部隊）は内南洋部隊となった。第四艦隊は引き続き内南洋方面の警備および海上交通保護に従事した。なお、南洋部隊（第四艦隊）が南東方面（ソロモン諸島、ガダルカナル島など）で実施中の航空基地設営作戦なども、外南洋部隊（第八艦隊）の担当となった。
同年10月26日、第四艦隊司令長官は井上中将から鮫島具重中将に交代した。本土に戻った井上中将は、天皇に軍状を奏上した。
1943年（昭和18年）4月1日、第四艦隊司令長官は鮫島中将から小林仁中将に交代した（鮫島中将は第八艦隊司令長官へ転任）。
同年末から内南洋でもアメリカ軍の反抗が始まった（ギルバート・マーシャル諸島の戦い）。11月にはギルバート諸島タラワ島が陥落した（タラワの戦い）。翌1944年(昭和19年）1月にはマーシャル諸島クェゼリン島も陥落する（クェゼリンの戦い）。さらに同年2月17日にはトラック島空襲のため中心拠点が機能不全となり、小林仁司令長官が更迭された。連合艦隊主力はパラオに退却するが、ここも3月末のパラオ大空襲で機能不全となり、日本軍は内南洋の制海権を完全に失った。第四艦隊の艦隊根拠地守備隊としての意義も失われた。
1944年（昭和19年）3月4日、日本海軍は中部太平洋方面艦隊（司令長官南雲忠一中将）を新編し、サイパン島に司令部を置いた。この時に第四艦隊はその隷下に入った。中部太平洋方面艦隊の隷下部隊のうち第十四航空艦隊は稼動機がなく、実質的に第四艦隊が戦力のすべてであった。サイパンの戦いで中部太平洋方面艦隊司令部は全滅し、遠隔地に取り残された第四艦隊は本土との補給がほぼ完全に止まり、終戦まで各部隊が自活を余儀なくされた。トラック環礁などを航空偵察拠点として細々と使用するだけの状態であった。

### 編制

#### 1939年11月15日、第四艦隊新編時
- 第17戦隊[24]：千歳・神威
- 附属[24]
  - 第30駆逐隊：睦月・望月

#### 1940年5月31日、第四艦隊増強時
- 第17戦隊：千歳・神威
- 第18戦隊：多摩・常磐
- 第5潜水戦隊：由良
  - 第9潜水隊：伊123・伊124[67]
  - 第13潜水隊：伊121・伊122
  - 第21潜水隊：呂33・呂34[68]
- 附属
  - 第30駆逐隊：睦月・如月[69]・弥生・望月
  - 蒼鷹・能登呂
  - 横浜海軍航空隊（2月以降）[32][30]

#### 1940年11月15日、昭和16年度艦隊編制
- 第18戦隊：鹿島[49]・天龍・龍田
- 第19戦隊：沖島・常磐
- 第6水雷戦隊：夕張
  - 第29駆逐隊：追風・疾風・朝凪・夕凪
  - 第30駆逐隊：睦月・如月・弥生・望月
- 第7潜水戦隊：迅鯨
  - 第26潜水隊：呂60・呂61・呂62
  - 第27潜水隊：呂65・呂66・呂67
  - 第33潜水隊：呂63・呂64・呂68
- 第3根拠地隊
  - 福山丸、第55駆潜隊・第3防備隊・第7航空隊・特設望楼2
- 第5根拠地隊
  - 第8砲艦隊、勝永丸・第4防備隊・第5通信隊・第8航空隊

#### 1941年12月10日、太平洋戦争開戦時の編制
- 独立旗艦：鹿島（12月1日より）[58][59]
- 第18戦隊：天龍・龍田
- 第19戦隊：沖島・常磐・津軽・天洋丸
- 第6水雷戦隊：夕張
  - 第29駆逐隊：追風・疾風・朝凪・夕凪
  - 第30駆逐隊：睦月・如月・弥生・望月
- 第7潜水戦隊：迅鯨
  - 第26潜水隊：呂60・呂61・呂62
  - 第27潜水隊：呂65・呂66・呂67
  - 第33潜水隊：呂63・呂64・呂68
- 第24航空戦隊（10月1日編入[58]）：千歳海軍航空隊・横浜海軍航空隊・神威・五州丸
- 第3根拠地隊（パラオ群島防衛。司令部はパラオ本島）
  - 第4砲艦隊・福山丸
  - 第13掃海隊・艦艇無し
  - 第55駆潜隊・第1元日丸、昭和丸、第3昭和丸、第5昭和丸
  - 第3防備隊・艦艇無し
  - 第16航空隊・艦艇無し
- 第4根拠地隊（カロリン諸島防衛。司令部はトラック環礁）
  - 第5砲艦隊・高栄丸
  - 第14掃海隊・艦艇無し
  - 第56駆潜隊・艦艇無し
  - 第57駆潜隊・第15昭南丸
  - 第4防備隊
  - 第17航空隊
- 第5根拠地隊（マリアナ諸島防衛、司令部はサイパン島）
  - 第7砲艦隊・勝泳丸
  - 第15掃海隊
  - 第59駆潜隊・第5昭南丸、第6昭南丸
  - 第60駆潜隊・第8京丸、第10京丸
  - 第5防備隊
  - 第18航空隊
- 第6根拠地隊（マーシャル諸島防衛。司令部はクェゼリン環礁）
  - 第8砲艦隊・八海山丸・光島丸・興津丸
  - 第16掃海隊
  - 第62駆潜隊・無し
  - 第63駆潜隊・第3昭南丸､第3文丸
  - 第64駆潜隊・第10昭南丸、第11昭南丸
  - 第65駆潜隊・第6京丸、第7京丸、特設捕獲網艇宇治丸
  - 第6防備隊
  - 第51警備隊
  - 第52警備隊
  - 第53警備隊
  - 第19航空隊
- 附属：聖川丸・松栄丸・山鳩丸・氷川丸・金剛丸・金龍丸
  - 第4港務部・第4気象隊（トラック常駐）・舞鶴鎮守府第2特別陸戦隊（ソロモン諸島攻略部隊）

#### 1942年7月14日、ミッドウェー海戦後の編制
- 独立旗艦：鹿島
- 第4根拠地隊
  - 高栄丸・第2長安丸・第2長江丸・平壌丸・第57・58駆潜隊
  - 第41～43警備隊・第21航空隊・第3・4通信隊
- 第5特別根拠地隊
  - 昭徳丸・勝泳丸・第59・60駆潜隊
  - 第54警備隊・第5通信隊
- 第6特別根拠地隊
  - 生田丸・大同丸・八海山丸・光島丸・第16掃海隊・第62・63・65駆潜隊
  - 第61～65警備隊・第19航空隊・第6潜水艦基地隊・第6通信隊
- 第二海上護衛隊：夕張
  - 第29駆逐隊：追風・朝凪・夕凪・夕月
  - 能代丸・長運丸
- 附属：常磐・宗谷・國川丸
  - 第4港務部・第4測量隊

#### 1943年4月1日、ガダルカナル島撤退後の編制
- 独立旗艦：鹿島
- 第14戦隊：那珂・五十鈴
- 第3特別根拠地隊
  - 生田丸
  - 第67警備隊・横須賀鎮守府第2特別陸戦隊・佐世保鎮守府第7特別陸戦隊
- 第4根拠地隊
  - 高栄丸・第2長安丸・第2長江丸・平壌丸・第31・57駆潜隊・第31～33号駆潜艇
  - 第902海軍航空隊・第41～43警備隊・第85潜水艦基地隊・第3・4通信隊・第4港務部
- 第5特別根拠地隊
  - 昭徳丸・勝泳丸・第60駆潜隊
  - 第54警備隊・第5通信隊
- 第6根拠地隊
  - 香取丸・光島丸・大同丸・第63・65駆潜隊・第16掃海隊
  - 第952海軍航空隊・第61～66警備隊・第6潜水艦基地隊・第6通信隊
- 第二海上護衛隊
  - 第29駆逐隊：追風・朝凪・夕凪・夕月（※1943年4月15日解隊）
  - 隠岐・鵯・鴻
- 附属：常磐・筑紫
  - 佐世保鎮守府第7特別陸戦隊・第4気象隊
  - 第1測量隊

#### 1944年4月1日、戦時編制制度改定後の編制
- 独立旗艦：長良
- 第4根拠地隊
  - 第32駆潜隊：第31号駆潜艇
  - 第57駆潜隊：第32号駆潜艇、第33号駆潜艇
  - 第902海軍航空隊
  - 第41警備隊
  - 第42警備隊
  - 第44警備隊
  - 第67警備隊
  - 第85潜水艦基地隊
  - 第4通信隊
  - 第4輸送隊
  - 第4港務部
- 第6根拠地隊
  - 第61警備隊　
  - 第62警備隊　
  - 第63警備隊　
  - 第64警備隊　
  - 第65警備隊
  - 第66警備隊
- 附属
  - 第2魚雷艇隊
  - 第31魚雷艇隊
  - 横須賀鎮守府第2特別陸戦隊
  - 第6防空隊
  - 第43防空隊
  - 第46防空隊
  - 第48防空隊
  - 第81防空隊
  - 第84防空隊
  - 第86防空隊
  - 第221設営隊
  - 第227設営隊

#### 1944年8月15日、マリアナ沖海戦後の編制
- 第4根拠地隊
  - 第41・42・67警備隊・第4通信隊・第4港務部
- 第5根拠地隊
  - 第44・54～56警備隊
- 第6根拠地隊
  - 第62～66警備隊
- 附属：第85潜水艦基地隊・横須賀鎮守府第2特別陸戦隊・第82・83防空隊・第216～218・221・223・227・233設営隊

#### 1945年6月1日、最終時の編制
- 第4根拠地隊
  - 第41～44・47～49・67警備隊・第4通信隊・第4港務部
- 第6根拠地隊
  - 第62～66警備隊
- 附属：東カロリン海軍航空隊・マリアナ海軍航空隊・横須賀鎮守府第2特別陸戦隊・第216・221・223・227設営隊

### 歴代司令長官
1. 片桐英吉中将：1939年11月15日 -
2. 高須四郎中将：1940年11月15日 -
3. 井上成美中将：1941年8月11日 -
4. 鮫島具重中将：1942年10月26日 -
5. 小林仁中将：1943年4月1日 -
6. 原忠一中将：1944年2月19日 -（降伏）

### 歴代参謀長
1. 岸福治少将：1939年11月15日～
2. 矢野志加三少将：1941年10月10日～
3. 鍋島俊策少将：1942年11月1日～
4. 澄川道男少将：1944年1月6日～
5. 有馬馨少将：1944年3月30日～
6. 澄川道男少将：1944年8月12日～（降伏）